# Sténose trachéale congénitale
 Mise en garde médicale
La sténose trachéale congénitale est une maladie rare caractérisée par un rétrécissement anormal de la trachée. Elle entraîne un stridor chez le nourrisson ou le très jeune enfant, et participe à moins de 1 % de l'ensemble des sténoses trachéales. Elle peut être isolée ou associée à d'autres malformations, le plus souvent cardio-vasculaires et digestives.

## Anatomie et embryologie normales de la trachée

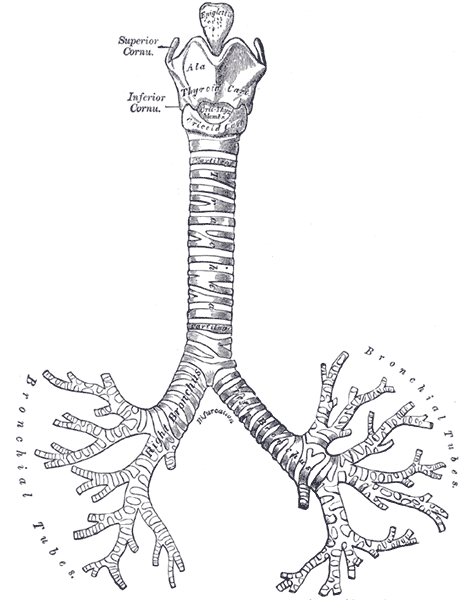
Trachée et larynx vus de face.

La trachée est le conduit élastique fibro-cartilagineux reliant le larynx aux bronches. Elle sert de passage à l'air, lors de la respiration, entre le larynx et les bronches, et filtre les particules fines. La trachée naît dans le cou, puis plonge dans le thorax où elle chemine dans le médiastin (à l'arrière du sternum et entre les poumons) avant de se diviser en bronches souches droite et gauche. La bifurcation trachéale est également appelée « carène ». La trachée chemine à l'avant de l'œsophage, avec qui elle partage sa microvascularisation. Elle mesure environ 3 cm de long à la naissance et 12 cm à l'âge adulte.
La partie antérieure de la trachée est rigide, dotée d'anneaux cartilagineux en fer à cheval lui conférant sa solidité, tandis que sa face postérieure, la membraneuse, est beaucoup plus fine. À son extrémité supérieure, le cartilage cricoïde est, lui, un anneau entièrement cartilagineux assurant la jonction avec le larynx, dont il occupe la partie inférieure.
L'intérieur de la trachée est tapissé d'une muqueuse respiratoire dotée de cils et sécrétant du mucus. La vascularisation artérielle, au niveau cervical, est issue des artères thyroïdiennes inférieures et, au niveau thoracique, de plusieurs rameaux artériels variables. Les artérioles forment des arcades circulant de part et d'autre de la trachée, au contact de l'angle postérieur de la cartilagineuse et de la membraneuse.
Durant l'embryogenèse, la trachée se forme à partir du début de la quatrième semaine, lorsqu'apparaît un sillon à la face antérieure de l'intestin primitif. Ce sillon est tapissé d'endoderme, qui donnera la muqueuse respiratoire. Ensuite, le sillon s'agrandit et forme une poche, le diverticule respiratoire laryngotrachéal. À son extrémité se développera le bourgeon pulmonaire. À la fin de la quatrième semaine, le diverticule respiratoire se sépare de l'intestin primitif par les replis œsotrachéaux. Ceux-ci vont fusionner entre eux pour donner le septum trachéo-œsophagien, qui sépare la trachée, à l'avant, de l'œsophage, à l'arrière. Les anneaux cartilagineux se développent à partir de la dixième semaine.

## Étiologie
Les causes en sont variables et mal connues. Les anomalies de structure des cartilages ont été souvent mises en cause, notamment la présence d'anneaux complets circulaires et non en fer à cheval, qui fournit des sténoses segmentaires. La désorganisation des cartilages, associée parfois à une dystrophie fibreuse, entraîne les sténoses en entonnoir et les hypoplasies généralisées.
D'autres anomalies sont susceptibles d'entraîner une sténose trachéale, par compression extrinsèque de vaisseaux au trajet anormal appelés anneaux vasculaires,.
La trisomie 21 est l'anomalie génétique la plus fréquemment rencontrée dans les sténoses trachéales congénitales,, mais cela demeure une occurrence rare avec seulement 15 cas rapportés dans la littérature. D'autres anomalies génétiques, en particulier des micro-délétions, ont également été rapportées.

## Tableau clinique

### Mode de présentation
Le diagnostic est habituellement posé avant l'âge de 2 ans, voire dès la naissance pour les formes graves. Environ 60 % des cas atteignent les garçons. Les enfants présentent des symptômes dans 70 % des cas ; ceux-ci sont alors à type de stridor}, de pneumopathies à répétition et d'atélectasies pulmonaires. Des épisodes de suffocation peuvent survenir en cas de sténose très serrée.
Plusieurs facteurs de gravité ont été identifiés :
- diamètre interne trop étroit pour permettre une intubation, et nécessitant alors la mise en place urgente d'une ECMO afin d'assurer l'oxygénation ;
- longueur de trachée sténosée supérieure aux ⅔ de la longueur totale ;
- anomalies des bronches associées, en particulier la bronchomalacie ;
- présence d'anneaux trachéaux complets.

Un autre signe de gravité est le retard de croissance staturo-pondérale.

### Malformations associées
Dans 60 % des cas une autre malformation est associée à la sténose trachéale, le plus souvent atteignant le système cardio-vasculaire ou l'appareil digestif. Lorsqu'une malformation de l'arbre bronchique est associée, il s'agit le plus souvent d'une implantation anormale de la bronche lobaire supérieure droite directement sur la trachée,.
La sténose congénitale de trachée fait partie de certains syndromes congénitaux.

## Classification
Dans environ 50 % des cas, il s'agit d'une sténose segmentaire s'étendant sur 3 à 4 anneaux. Les sténoses en entonnoir, plus longues, constituent 20 % des sténoses congénitales, tandis que l'hypoplasie généralisée concerne 30 % des cas.
Une classification a été établie selon la longueur de trachée sténosée et la présence d'une implantation anormale de la bronche souche droite :
- type I : sténose intéressant toute la hauteur de la trachée ;
- type II : sténose en entonnoir, de longueur et de localisation variable ;
- type III : sténose courte segmentaire ;
- type IV : bronche lobaire supérieure droite naissant de la trachée, avec une sténose intéressant la partie distale de la trachée et les deux bronches souches.

## Traitement

### Chirurgie
Les sténoses trachéales congénitales s'opèrent uniquement en cas de symptômes, indépendamment du degré de sténose. Diverses techniques de réparation peuvent être utilisées selon le type et la morphologie de la sténose. La résection-anastomose de trachée est adaptée à la vaste majorité des sténoses bénignes, avec d'excellents résultats fonctionnels et peu de complications,,, mais est peu utilisée dans les sténoses congénitales en raison de la longueur importante de trachée souvent atteinte.
Chez l'enfant, dans le cadre des sténoses congénitales longues, on réalise alors plutôt une trachéoplastie, qui consiste à élargir par un montage le diamètre de la trachée, seule ou associée à un patch de péricarde. La réalisation d'une trachéoplastie est conseillée pour les sténoses bénignes dépassant 30 % de la longueur de la trachée La technique a été décrite par Peter Goldstraw et son équipe en 1989, puis modifiée par Hermes Grillo en 1994.
Une malformation cardiaque associée doit être traitée dans le même temps chirurgical.

### Bronchoscopie interventionnelle
Le traitement par bronchoscopie interventionnelle se fait le plus souvent par dilatation au ballon et, en cas d'échec, par la pose d'une prothèse. Il est utilisé pour les sténoses courtes lorsqu'une résection-anastomose est impossible,
mais aussi pour les sténoses récidivant après une première chirurgie.